# Palacio Nuevo (Roma)

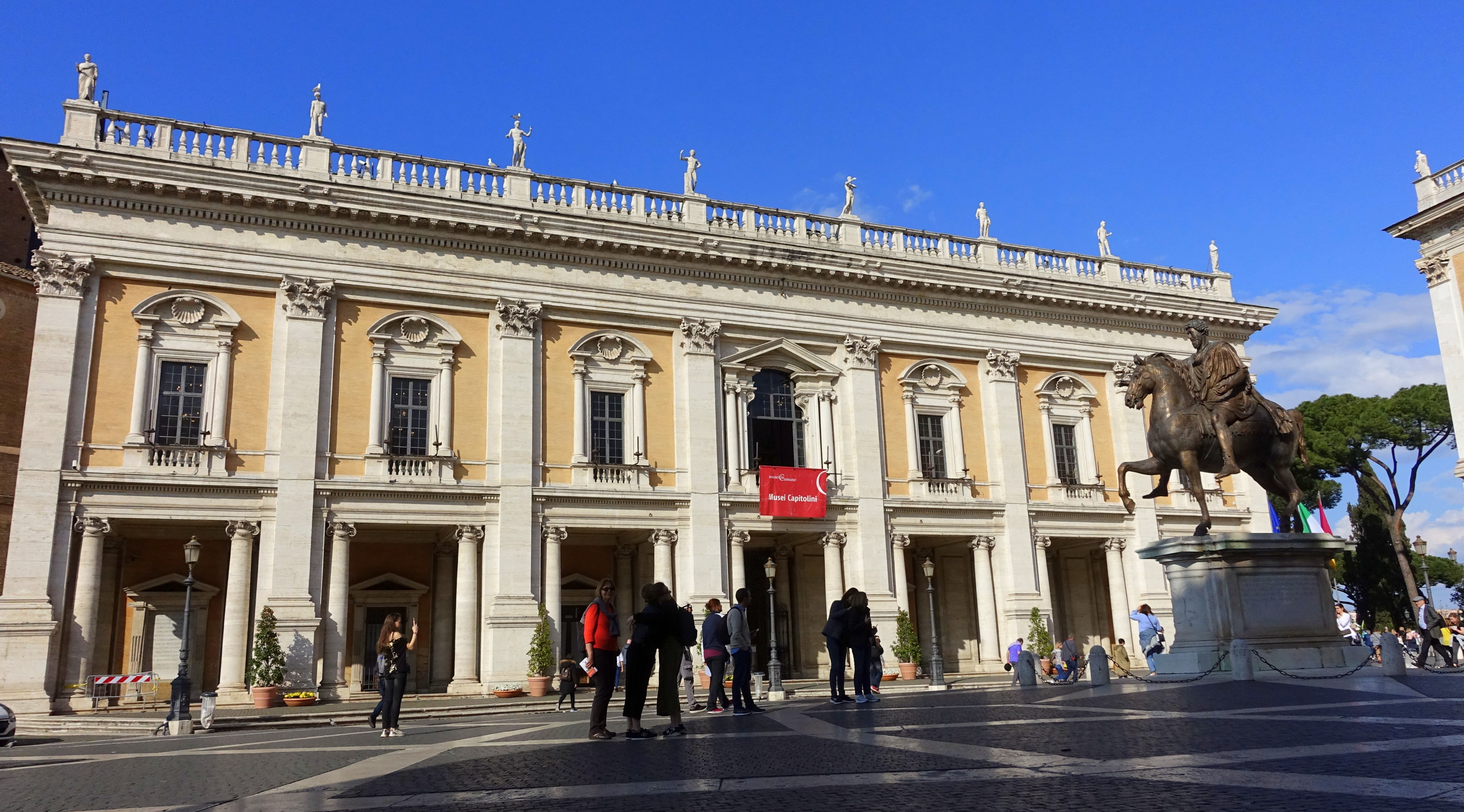
El Palacio Nuevo.

El Palacio Nuevo (en italiano, Palazzo Nuovo) se erige en la plaza del Campidoglio en Roma, frente al palacio de los Conservadores, con el cual constituye la sede expositiva de los Museos Capitolinos.
El palacio fue proyectado por Miguel Ángel, pero fue construido bajo la dirección de Girolamo Rainaldi y de su hijo Carlo Rainaldi, que lo acabó en 1654.
El palacio se construyó frente al palacio de los Conservadores, cerrando la vista de la basílica de Santa María en Aracoeli de la plaza, de la que toma la fachada renacentista y la orientación ligeramente oblicua, de modo que constituyera un conjunto armónico.
Las decoraciones internas en madera y estuco dorado son aún las originales.